# Premis Pulitzer de 1921
Els següents són els Premis Pulitzer del 1921.

## Premis de periodisme
- Servei públic:
  - The Boston Post, per la seva denúncia de les operacions de Charles Ponzi mitjançant una sèrie d'articles que finalment van conduir a la seva detenció.[1]
- Informació:
  - Louis Seibold de New York World, per a una entrevista amb Woodrow Wilson.

## Premis de lletres i teatre
- Novel·la:
  - L'edat de la innocència d'Edith Wharton (Appleton)
- Teatre:
  - Miss Lulu Bett de Zona Gale (Appleton)
- Història:
  - The Victory at Sea de William Sowden Sims en col·laboració amb Burton J. Hendrick (Doubleday)
- Biografia o autobiografia:
  - The Americanization of Edward Bok per Edward Bok (Scriber)